# De Havilland Tiger Moth
Де Хевілленд Тайгер Мос (англ. De Havilland Tiger Moth) — британський навчальний літак, розроблений на початку 1930-х років. Через вдалу конструкцію використовувався протягом всієї війни і довгий час після її закінчення в більшості країн Британської співдружності. Станом на 2017 рік більше 250 літаків в приватних колекціях і льотних клубах все ще знаходяться в льотному стані.

## Історія
В 1925 році в повітря піднявся надзвичайно успішний навчальний літак de Havilland DH.60 Moth, який використовувався для навчання цивільних пілотів в усіх країнах співдружності, а також за її межами. Звісно, що такий літак дуже швидко привернув увагу військових і компанія почала розробляти військову модифікацію, яка попередньо отримала позначення DH.60T. Цей варіант мав посилений корпус і міг нести чотири 9-и кілограмові навчальні бомби. Також за потреби на ньому могли встановлюватись фотокулемет, камера аерофотозйомки чи інші пристрої для навчання.
Для полегшення виходу з літака у випадку надзвичайної ситуації задні керуючі троси були переміщені на початок крила, а двері кабіни опущені вниз. На початку центральні розпірки все ще були біля переднього місця, але після виходу специфікації 15/31 їх теж посунули вперед. Для компенсації зміщення центру мас, викликаного цими змінами, крила було загнуто назад на 48 см. Також на літаку було вирішено використати перевернутий двигун de Havilland Gipsy III потужністю 120 к.с., який дозволяв встановити похилий капот і забезпечити кращий огляд з кабіни.
В такій модифікації було випущено вісім передсерійних літаків, які все ще позначались DH.60T, але отримали власне військове ім'я Тайгер Мос (англ. Tiger Moth). В результаті випробувань було визначено декілька прорахунків, зокрема нижнє крило мало надто малий кліренс, але випробування визнали успішними, і літак був прийнятий на озброєння. Після виправлення недоліків (нижнє крило було підняте вверх і ще більше відсунуте назад) новому літаку присвоїли фірмовий індекс DH.82 і видано нову специфікацію T.23/31.
Перший літак, повністю зроблений за новою специфікацією, піднявся в повітря 25 жовтня 1931 року, а вже в листопаді «Тайгер Моси» почали надходити на озброєння. Окрім Королівських ВПС, літак використовувався в ВПС Бразилії, Данії, Ірану, Португалії і Швеції.
В 1933 році було видано ще дві специфікації на навчальні літаки: T.6/33, яка надійшла компанії Short Brothers і вимагала «Тайгер Мос» на поплавковому шасі, і T.26/33 — покращено наземну версію. Поплавковий варіант не був запущений в серію після виготовлення двох прототипів, але покращений варіант з двигуном de Havilland Gipsy Major і фанерним покриттям було відразу прийнято на озброєння як «Тайгер Мос II» (заводське позначення DH.82A).

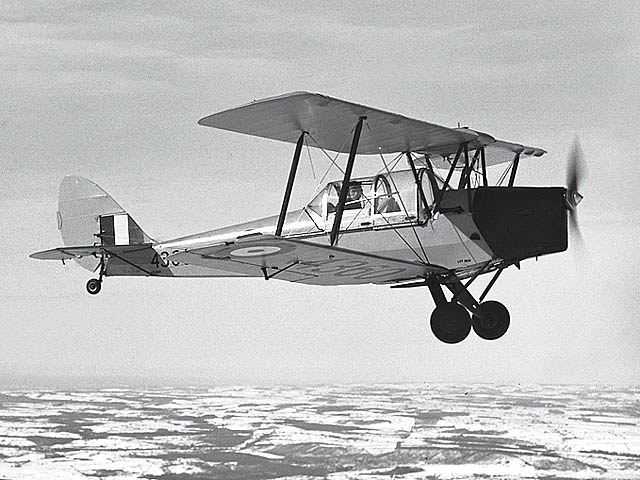
Канадський DH.82C з характерною кабіною.

Окрім Британії літак також виготовлявся в Норвегії, Португалії, Швеції і Канаді. Остання ще до початку війни виготовила 227 DH.82A, а також розробила «зимовий» варіант літака DH.82C зі зміненим капотом, кабінами з підігрівом, новими гальмами, заднім колесом шасі та потужнішим двигуном Gipsy Major. За потреби колісне шасі можна було замінити на лижне. Декілька таких літаків було замовлено США (де вони мали позначатись PT-24), але їх так і не було доставлено.
З початком війни з'явилася необхідність в більшій кількості літаків для навчальних і зв'язкових цілей, тому розміри замовлень зросли в рази. Окрім британського виробництва, «Тайгер Моси» почали виготовлятись в Австралії і Новій Зеландії.
17 вересня 1939 року, «Тайгер Моси» з'явились на фронті в складі Ескадрильї зв'язку британських експедиційних сил (пізніше 81-а ескадрилья). Протягом зими і наступною весною вони використовувались для комунікацій і були відкликані аж під час евакуації з Дюнкерка.
Після капітуляції Франції над Британією зависла загроза німецького вторгнення, тому через нестачу бойових літаків почались роботи над перетворенням «Тайгер Мос» в штурмовик. Для нього були розроблені підвіси для восьми малих 9-кілограмових бомб, які встановлювались під фюзеляжем чи крилами. За декілька місяців було виготовлено і передано 1500 комплектів таких підвісів в навчальні школи Британії, але жодного випадку використання не зафіксовано. Також ще в грудні 1939 року було сформовано п'ять патрульних ескадрилій з «Тайгер Мосами» на озброєнні. В цій ролі «Тайгер Мос» не мав засобів для безпосередньої атаки підводного човна, а мав здійснювати тільки психологічний вплив: звук двигуна літака міг заставити підводний човен зануритись нижче перископної глибини, що унеможливило б атаку інших суден.
На Далекому Сході декілька «Тайгер Мосів» було перероблено в літаки швидкої допомоги, які могли б перевозити одного пораненого в лежачому стані. Проте «Тайгер Мос» найбільш відомий за навчальною роллю — літаки цієї моделі стояли на озброєнні 28 льотних шкіл Британії, 25 — Канади, 12 — Австралії, 5 — Родезії, 7 — Південної Африки, і 2 — Індії.

## Модифікації

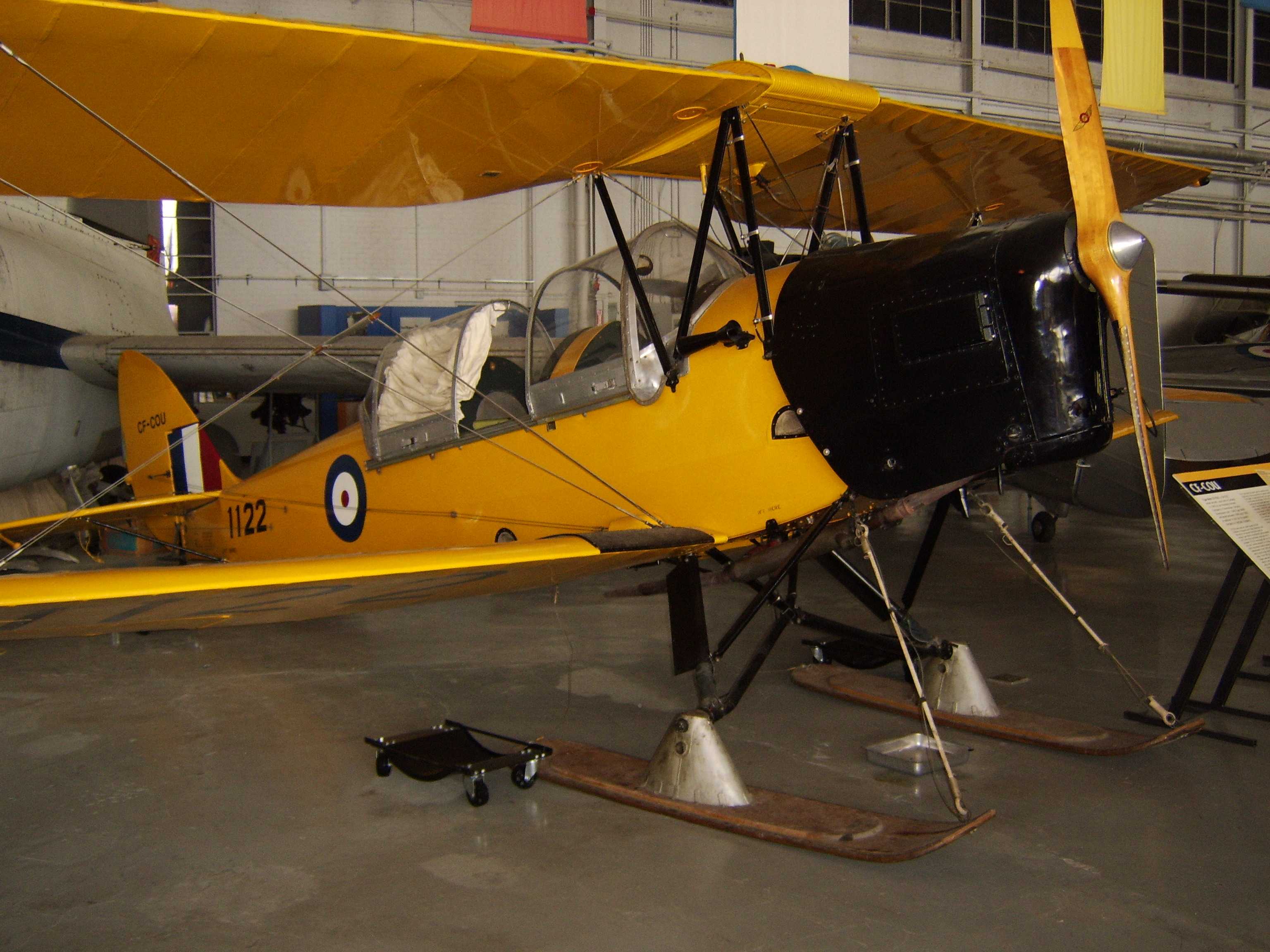
Канадський DH.82C з лижним шасі в характерному камуфляжі навчальних літаків

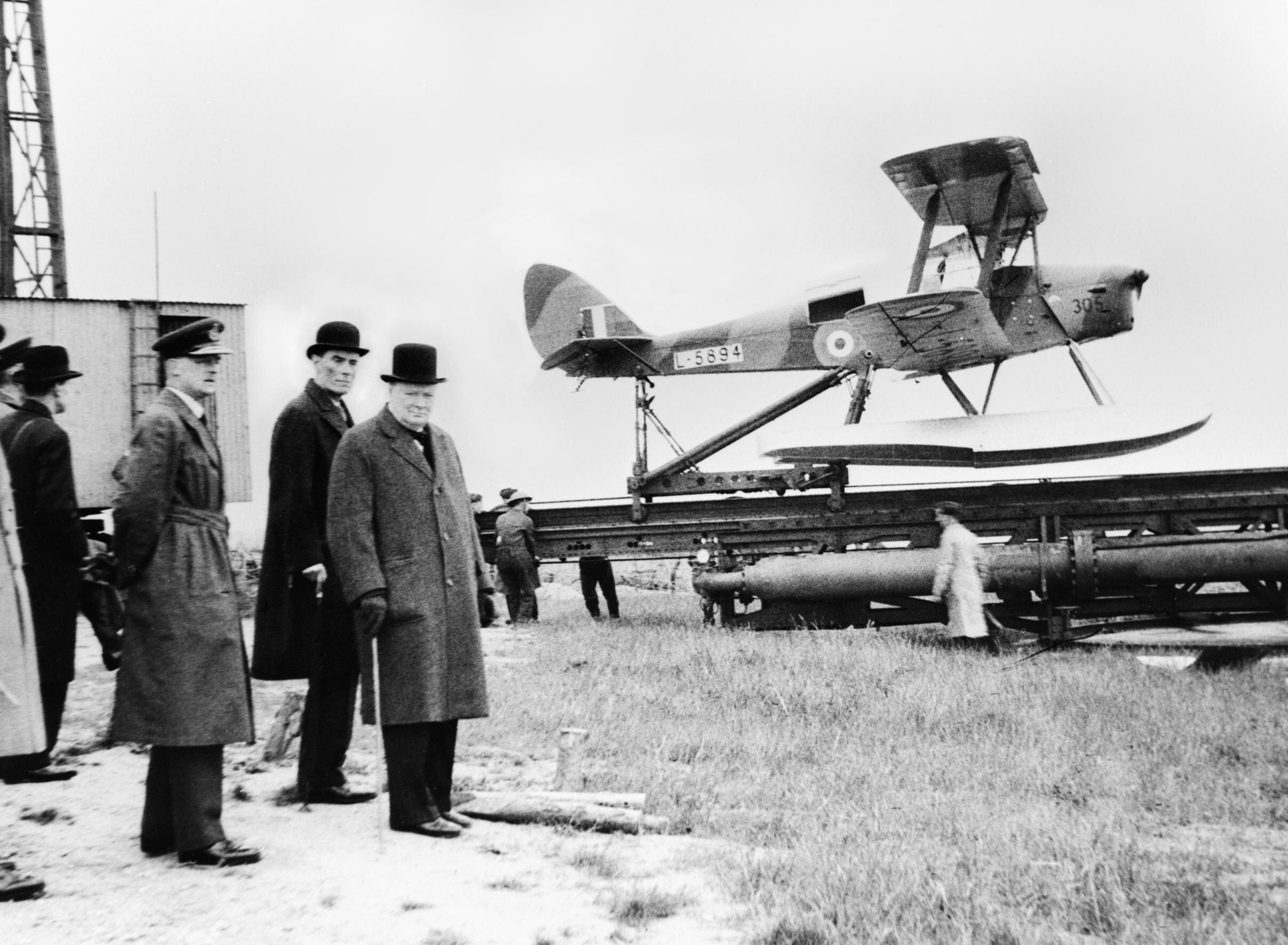
Вінстон Черчилль і інші спостерігають за запуском безпілотного DH.82 Queen Bee. 6 червня 1941.

- DH.60T Moth Trainer/Tiger Moth — модифікація DH.60 Moth для військових потреб. Вісім прототипів.
- DH.82 Tiger Moth — двомісний навчальний літак з двигуном de Havilland Gipsy III потужністю 120 к.с (89 кВт.)
- DH.82A Tiger Moth — двомісний навчальний літак з двигуном de Havilland Gipsy Major потужністю 130 к.с. (97 кВт.) і пристосуванням для навчання польотів за приладами. Також позначався Tiger Moth II.
- DH.82B Tiger Moth III — покращений варіант DH.82A з більшим фюзеляжем і хвостом. Один прототип.
- DH.82C Tiger Moth — канадський варіант для використання в холодному кліматі з двигуном de Havilland Gipsy Major потужністю 145 к.с. (108 кВт.). Побудовано 1523 літаки.
  - DH.82C-2 Menasco Moth I — DH.82C з двигуном Menasco D-4 Super Pirate потужністю 125 к.с. Через меншу потужність використовувався лише для навчання радистів. Побудовано 10.
  - DH.82C-3 Menasco Moth II — DH.82C-2 з зменшеним запасом палива. Побудовано 125 літаків.
  - DH.82C-4 Menasco Moth III — прототип спеціалізованого літака для навчання радіозв'язку. Один DH.82C-3 був оснащений радіостанцією AT-1/AR-2, але в серію не запущений.
  - PT-24 Moth — позначення ВСП США для замовлених DH.82C. Побудовано 200 літаків.
- DH.82 Queen Bee — безпілотний радіокерований літак-мішень на базі Tiger Moth. Для економії ресурсів мав дерев'яний фюзеляж. Використовувався і на колісному, і на поплавковому шасі. Побудовано 405 літаків.
- Thruxton Jackaroo — чотиримісний біплан, конвертований з DH.82A шляхом розширення фюзеляжу. 19 літаків.
- DH.83 Fox Moth — варіант з новим фюзеляжем. Виготовлявся після Другої світової війни.

## Тактико-технічні характеристики
Дані з Consice Guide to British Aircraft of World War II

### Технічні характеристики
- Екіпаж: 2 особи
- Довжина: 7,29 м
- Висота: 2,68 м
- Розмах крила: 8,94 м
- Площа крила: 22,2 м ²
- Маса порожнього: 506 кг
- Максимальна злітна маса: 803 кг
- Двигун: de Havilland Gipsy III
- Потужність: 130 к.с. (97 кВт.)

### Льотні характеристики
- Максимальна швидкість: 175 км/год на 305 м.
- Крейсерська швидкість: 150 км/год
- Дальність польоту: 486 км
- Практична стеля: 4145 м